# NHK放送センター

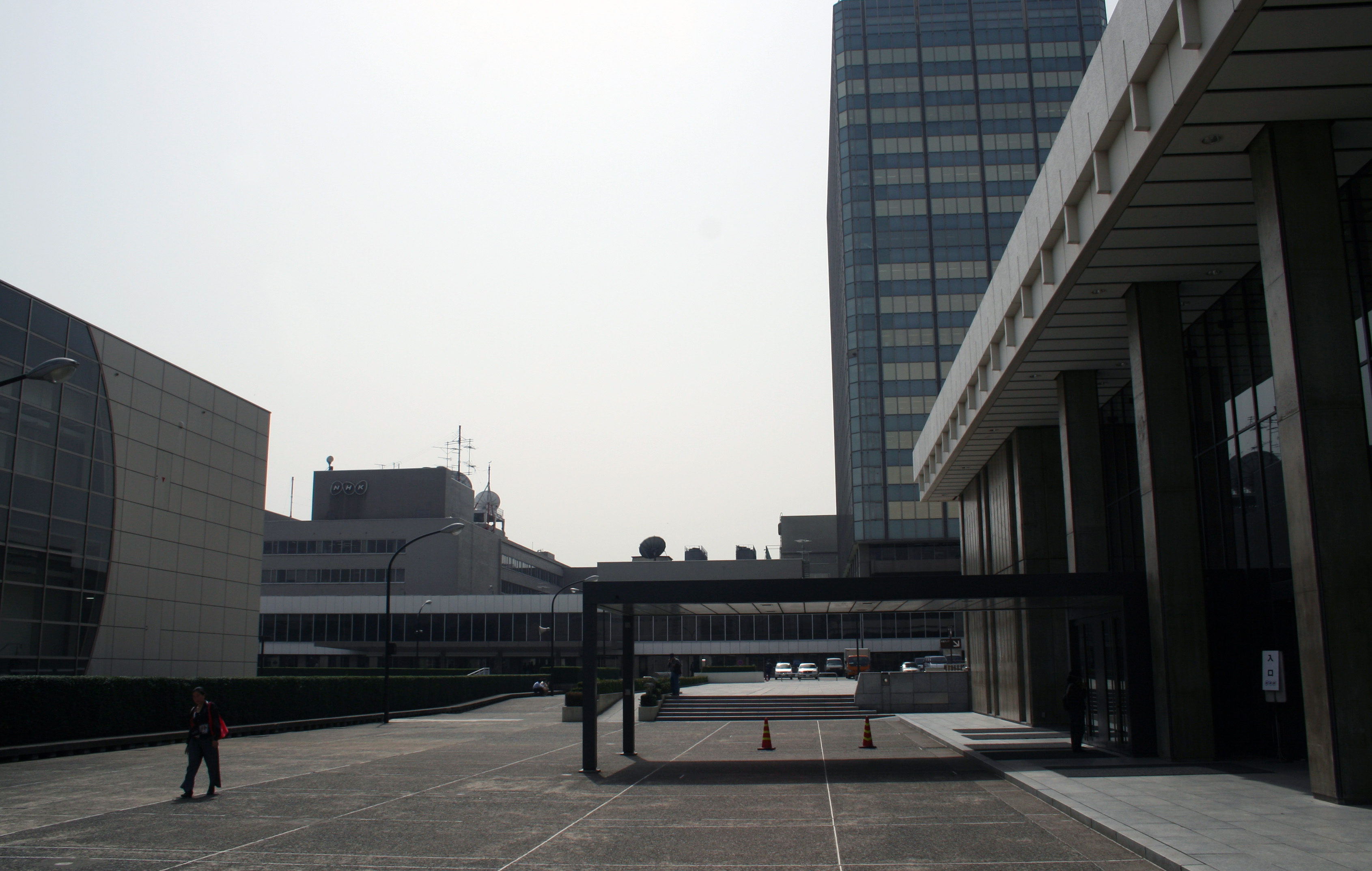
NHKホール玄関付近から放送センターを望む

NHK放送センター（NHKほうそうセンター）は、東京都渋谷区神南2丁目にある日本放送協会（NHK）の施設。いわゆる「本部」であり、放送法第17条（旧第8条）における「主たる事務所」である。

## 概要
全国ネットワーク番組の大半がここで制作・発信されている。施設内には関東甲信越地方向けブロック放送の拠点である首都圏局や、衛星放送（NHK-BS）を行う衛星放送局、日本国外向けの国際放送（NHKワールドTV・NHKワールド・ラジオ日本）を行う国際放送局がある。
所在地は代々木公園の一角、渋谷区役所・渋谷公会堂の向かいである。かつての大日本帝国陸軍代々木練兵場だった一角にあたり、終戦後は日本占領アメリカ軍居住区域・ワシントンハイツの一部を構成していた。
1960年代前半、東京都千代田区内幸町にあった東京放送会館（現・日比谷シティ）の移転先を探していた第9代NHK会長阿部眞之助は、一度は移転先を東京都港区麻布新龍土町（現・六本木7丁目。米軍赤坂プレスセンター隣接地、現在の都立青山公園南地区）に決めた。しかし、阿部は池田勇人首相に「NHKはオリンピックのホスト局なので、主会場の国立霞ヶ丘競技場の近くに放送施設を作りたい」と「ワシントンハイツ跡地が最適なので、将来的にNHK本部もそこに移すつもりなので何とか払い下げてもらえませんか」と頼み、池田が「オリンピック放送は是非とも成功させていただきたい」と払い下げを決めた。ワシントンハイツは1964年に日本に返還され、跡地に選手村、代々木競技場などとともにオリンピックの放送センターが建設された。これは五輪後正式にNHKの本部施設として位置付けられ、10年近くかけて日比谷地区にあった旧東京放送会館から引っ越しを進めていった。最終的に旧東京放送会館での業務は1973年（昭和48年）7月31日をもって全て終了し、これによりNHKの本部機能は完全に渋谷に移転された。

他方、ワシントンハイツは、東京オリンピック後は、都市計画公園として全部東京都に提供するということで、国と東京都で米軍の移転費用90億円を折半すると話がついていたところであり、東京都側としては、「NHKが国会の逓信族に語らって、麻布に国有地を放送センター用地として割愛してあったにもかかわらずここではオリンピック大会の放送はできないと堂々と罷り出た」ため「これには往生した」。当時国から東京都副知事に出向していた鈴木俊一は「せっかく買ったものをNHKにやるというのは、まことに遺憾千万」と語っている。結果的に当初の移転先であった港区麻布新龍土町の土地は、国から都に貸与され都立青山公園を建設することで決着した。

### 放送センターの建て替え
NHKの本部でもある渋谷の放送センターは、最も古い施設で、建設から既に半世紀以上が経過し、耐震性確保および省エネルギー化において、そのことが障害となる傾向がみられたため、2010年頃から「長期的課題」として全施設の建て替えについて検討に入ることとなった。
2006年9月には当時の都知事である石原慎太郎が定例記者会見で「（NHKが）中央区の築地市場跡地に移転する」と発言、NHKは「移転の計画はまったくない」と即日否定したことがある。

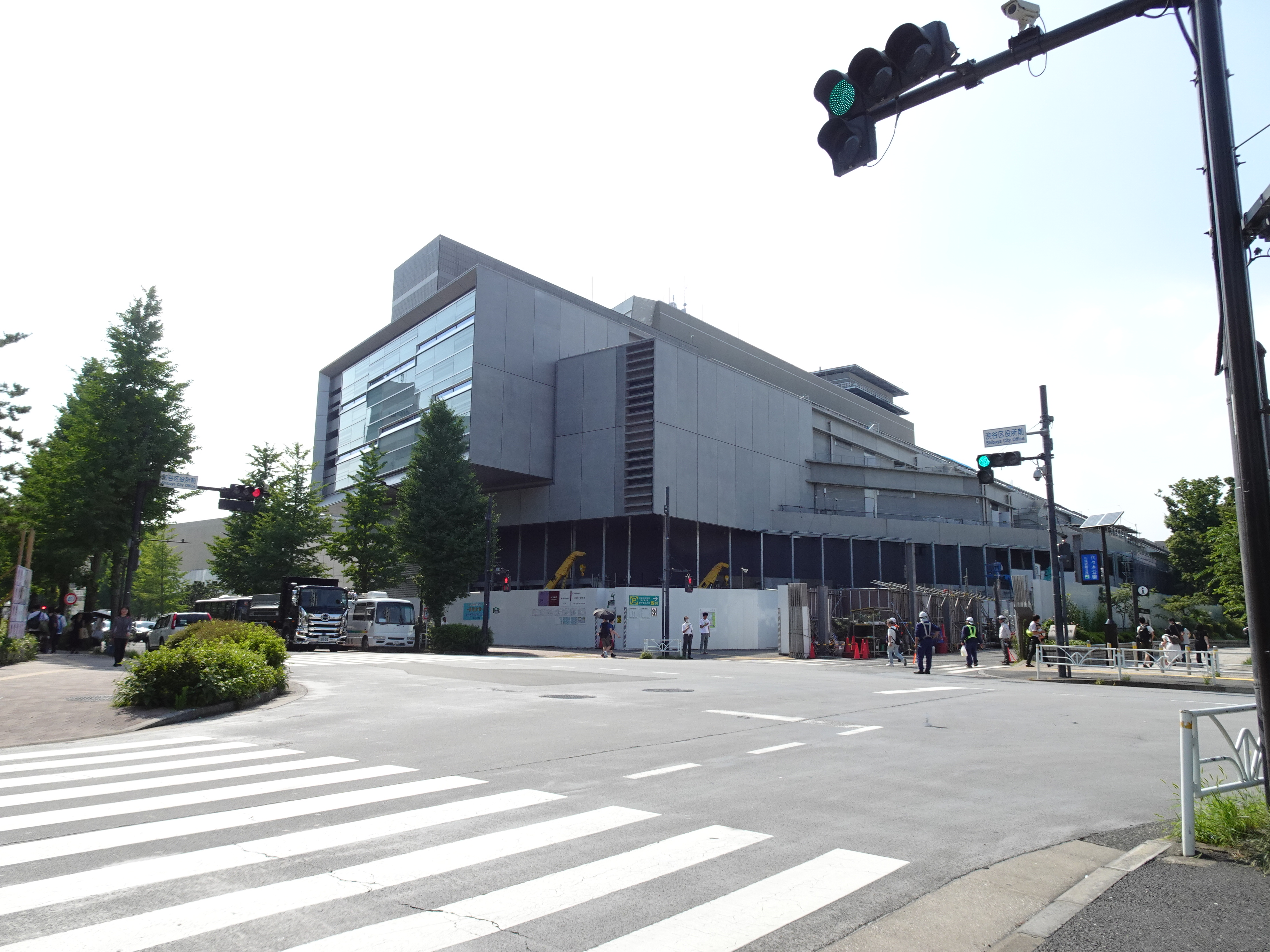
情報棟（2024年7月）

国会では建て替え計画に対する疑念の声が少なからず上がっており、2016年2月15日の衆議院予算委員会会合で、自由民主党の後藤田正純は『何故渋谷の一等地にあるのか』『民間に売却して成長戦略を立てられる最高の土地』『NHKの不祥事が相次ぐ中で、3,000億円の巨費を投じて建て替えは冗談ではない』などと手厳しく批判し、これに対して、総務大臣高市早苗は『合理性や妥当性の面から国民に対する説明責任を果たして欲しい』と発言した上で、『（放送法17条によって、NHKが「主たる事務所を東京都に置く」と定められている事を説明した上で）地方創生に貢献することも大切だ』と提案している。
2016年8月30日、NHKが放送センター建て替えの基本計画を発表した。それによると、工事は2020年9月に着工し、第1期工事（情報棟）は放送開始100周年にあたる2025年に完成する。その後第2期工事（制作・事務棟および公開棟）を行い、全体の竣工が2036年になる。建物の建設費（放送設備費は含まない）で1,700億円を見込んでいる。
2024年10月31日に情報棟の建物が完成した。以降は放送設備の整備に着手し、2026年中に運用を開始する予定となっている。

## 建物の概要

### 東館
NHK放送センターの中で一番古い、1965年竣工。

### 西館
東館竣工後に着工。1968年に2番目の建物として竣工した。

### 本館 (高層棟)
NHK放送センターで一番目立つ建物。1972年に竣工。完成後に東京放送会館（旧本部）の機能を移転させた。

### 北館
1988年に竣工した。

## スタジオ
放送センター内には総合テレビだけでなく、Eテレやラジオや国際放送にも対応するため、テレビ番組用だけでも25のスタジオを擁しており、テレビ局が保有する数としては日本最大である。

### ニュースセンター
面積は約300坪。1988年3月25日完成、1989年2月6日運用開始。1999年頃にハイビジョン対応。
放送センター北館にはニュースセンターを設け、ラジオとNHKワールドTVを除く、テレビニュースの発信拠点となっている。
報道端末5300（ごーさんまるまる）が各フロアやスタジオ近くに備えられ、迅速な原稿制作に対応している。
災害等で放送センターが被害に遭い通常番組の放送が不能の場合でも、ニュースセンターは独立して稼働し、同センター内の設備のみで放送が行えるようになっている。
地震の特番等ではNHK・民放を問わず「○○局内の様子」として震源に近い放送局の報道部の様子が放映されることが多いが、このニュースセンターの場合は述するセキュリティの都合からか、そうした事態が起こっても内部の詳細が映し出されることはほとんどない（ウェブサイトで写真がアップされることはある）。こうした場合、代わりに千代田放送会館の映像がよく使われている。東日本大震災の際には、代々木公園と西新宿の高層ビル街をロングショットで撮影しているカメラが激しく揺すられる様子が全国に放映された。
かつてのNC-A・NC-Bの2つのスタジオ内部は、ひとつのスタジオを間仕切りで分離する格好で取り払うこともできたが、2011年度以降はセットの大型化により、間仕切りは常に取り払われている。NC-Aの入口から入って右側に定時ニュース用のセット、左側にメイク用の簡易化粧台がある。スタジオセットは時期によって小規模リニューアルか、NC-A、Bフロア全体の大規模リニューアルを行うが、リニューアルの2週間前からNC-Bフロアで放送している番組はNC-Aフロアで暫定セットを使って代替使用され、数日前には簡素な仮セットが置かれる。2008年度にはスタジオの面積を最大限活用した奥行き感のあるセットにリニューアルした。このデザインを手がけたデザイナーはNHKデザイン優秀賞を受賞。なお、この時期のみバーチャルセットが設置していなかった。2011年3月28日にスタジオセットの大規模なリニューアルが行われる予定でその前の2月に番組リニューアル告知も制作され、3月14日から約2週間にわたって放送される予定だったが、東日本大震災関連報道があった関係で例年より1か月半遅れの5月中旬に行われ、番組リニューアル告知はお蔵入りとなった。おはよう日本では2011年度からピンク色のセットやカラフルな丸いロゴを使用する予定だったが、1年延期となり、2012年度から一部変更を加えてからの使用開始となった。また、衆議院・参議院の国政選挙や統一地方選挙などの時期にはNC-Bフロアは開票速報本部として使用されるため、NC-Bで放送される番組は前後の数日間はNC-Aフロアで代替使用される。
特設ニュースや災害放送はNC-Aから総合テレビ、NHKワールド・プレミアム以外への各チャンネル（テレビ・ラジオとも）でも同時放送を行う。
運用開始前にはソウルオリンピックにおいて、総合テレビ・BSの全中継の送出とスタジオ進行で使われたほか、本運用開始に先行して、当時夕方に放送されていた『イブニングネットワーク』では、一部企画コーナーがAフロアから放送されていた。
旧ニュースセンター（報道局）は西館及び本館の5階にあり、ニュースセンターのスタジオとしては隣接して「ニューススタジオ」（定時用）「CT-510スタジオ」（「ニュースセンター9時」や「NHKモーニングワイド」などのワイドニュース用）の2つが使われていた（北館稼働前は、報道局のオフィスとこの2つのテレビスタジオを総称して「ニュースセンター」としていた）。
- 1階 … 番組分室や手話ニュース用のスタジオ（2008年にハイビジョン対応）
  - NC-Dフロア

Eテレの手話ニュース番組全般（『NHK手話ニュース』『NHK手話ニュース845』『週間手話ニュース』など）で使用。
2階 … 地上波用スタジオ（NC大フロア）や取材センター・編集センター・スポーツ報道分室・映像回線センター
副調整室は一般的な副調整設備として「送出卓」が3式（ABC）あり、番組単位（おはよう日本などの長時間番組や長時間の臨時ニュースでは時間帯単位）でA卓とB卓を適宜切り替えて使用（C卓はCフロアの駆動専用）するが、共通の送出設備として「コントローラー」と呼ばれる機材が5台あり、スーパーやCG、VTRの送出については各項目ごとに電子台本から割り当てられたコントローラーを項目担当の記者やディレクターが制御し、送出する『分散送出』という仕組みが取られている。送出卓では電子台本に沿ったコントローラーの切り替えと送出監視をしながら番組全体の進行を担うほか、コントローラーからの送出が出来ない場合のコントローラーが担う作業を代行することもある。
  - NC-AフロアおよびNC-Bフロア…総合テレビ向けニューススタジオ。面積260坪（ABフロア合計）

定時のニュース・気象情報や『NHKニュース おはよう日本』『NHKニュース7』[注 7]『ニュースウオッチ9』『サタデーウオッチ9』『サンデースポーツ』などで使用
1989年2月の運用開始当初は旧ニュースセンターの運用体制が踏襲され、Aフロアは主に定時ニュースで使用するガラス越しにニュースセンターの様子が見えるオープンスタイルのセットだったが、僅か2か月後にスモークで隠すようになり、1992年度からはセットで完全に塞がれた。この他Aフロアには、大型モニター[注 8]やクロマキー[注 9]が設置されていた。BフロアはCT-510スタジオから移設した『NHKニュースTODAY』のセットが常設されていた。
2011年度にそれまでの各番組ごとのスタジオセットから、海外ニュース番組にて使用されている統一性のあるスタジオセットへと大規模なリニューアルを行い[17]、2016年度に巨大モニターから湾曲モニター（NC-Bフロア奥）に変更された。更にNC-Aフロアの箇所も『ニュース7』用にリニューアル（2017年度にマイナーチェンジ）を行い、右奥に特設ニュース用セットを新設した。2018年度に3面つなぎのモニターから大画面のモニターに変更され、2019年3月18日にNC-Aフロアの箇所をリニューアルした。2021年度にはNC-Bフロアの壁に長方形のモニターを埋め込み、2022年度末にはNC-Aフロアに（主に定時ニュースセットの背景を映した）モニター等を設置したリニューアルを実施(各番組は上記モニターの背景などを変えて対応。それに伴い『ニュースウオッチ9』『サタデーウオッチ9』は別途スタジオセットをNC-Bフロアに設置している）
  - NC-Cフロア…総合テレビ向けニューススタジオ、主に首都圏向けニュースで使用。面積130坪

首都圏・関東甲信越向け定時ニュースや『ひるまえほっと』『首都圏ネットワーク』[注 10]『首都圏ニュース845』などで使用
「NHKニュース」（関東甲信越枠）で使われている箇所（セット左奥）は、2014年度・2020年度に変更し、2019年3月25日にスタジオのモニターを変更した。セット右側は『ひるまえほっと』で使用（各番組は、壁に埋め込まれているモニターの背景などを変えて対応している）
国政選挙・統一地方選挙投開票日にNC-Cフロアは首都圏開票速報本部として使用される。
3階 … BS用スタジオ（NC中フロア）・BSニュースセンターやアートセンター（テロップ・CGの作成を行う）
  - BS-NC … NHK BS（旧NHK BS1）専用スタジオ（NHKワールドも一部時間帯を除き同時放送）

BSの各番組全般（『国際報道20××』など）で使用。また、総合テレビの『キャッチ!世界のトップニュース』でも使用。過去には『BSニュース World+Biz』（旧『BSニュース』）で使用。

### ラジオセンター
放送センター本館13階にある部署NHKラジオセンターから放送。（2013年4月13日 全面設備更新）
- ニューススタジオ（定時ニュースで使用）

ラジオ第1放送、FM放送、NHKワールド・ラジオ日本（ほとんどの時間帯）で放送される。131スタジオと132スタジオの中間に位置している。
- CR-131（主に生放送番組で使用）

『マイあさ！』、『まんまる』、『Nらじ』、『NHKきょうのニュース』、『NHKジャーナル』、『文芸選評』、『ちきゅうラジオ』、『子ども科学電話相談』、『らじらー!』（土曜21 - 22時台）
- CR-132（主に生放送番組で使用）

『ラジオ深夜便』（横浜発などの関東地区全てのラジオ深夜便でも使用する場合あり）、『らじるラボ』、『スポーツ中継（実況付加用）』、『らじらー!』（土曜20時台、日曜）
- CR-133

実用化試験放送におけるデジタルラジオで使用していた。132スタジオの副調整室の隣にある。
- ラジオ第2放送専用スタジオ … 『気象通報』・『株式市況』で使用。
- 収録専用スタジオ

### テレビスタジオ

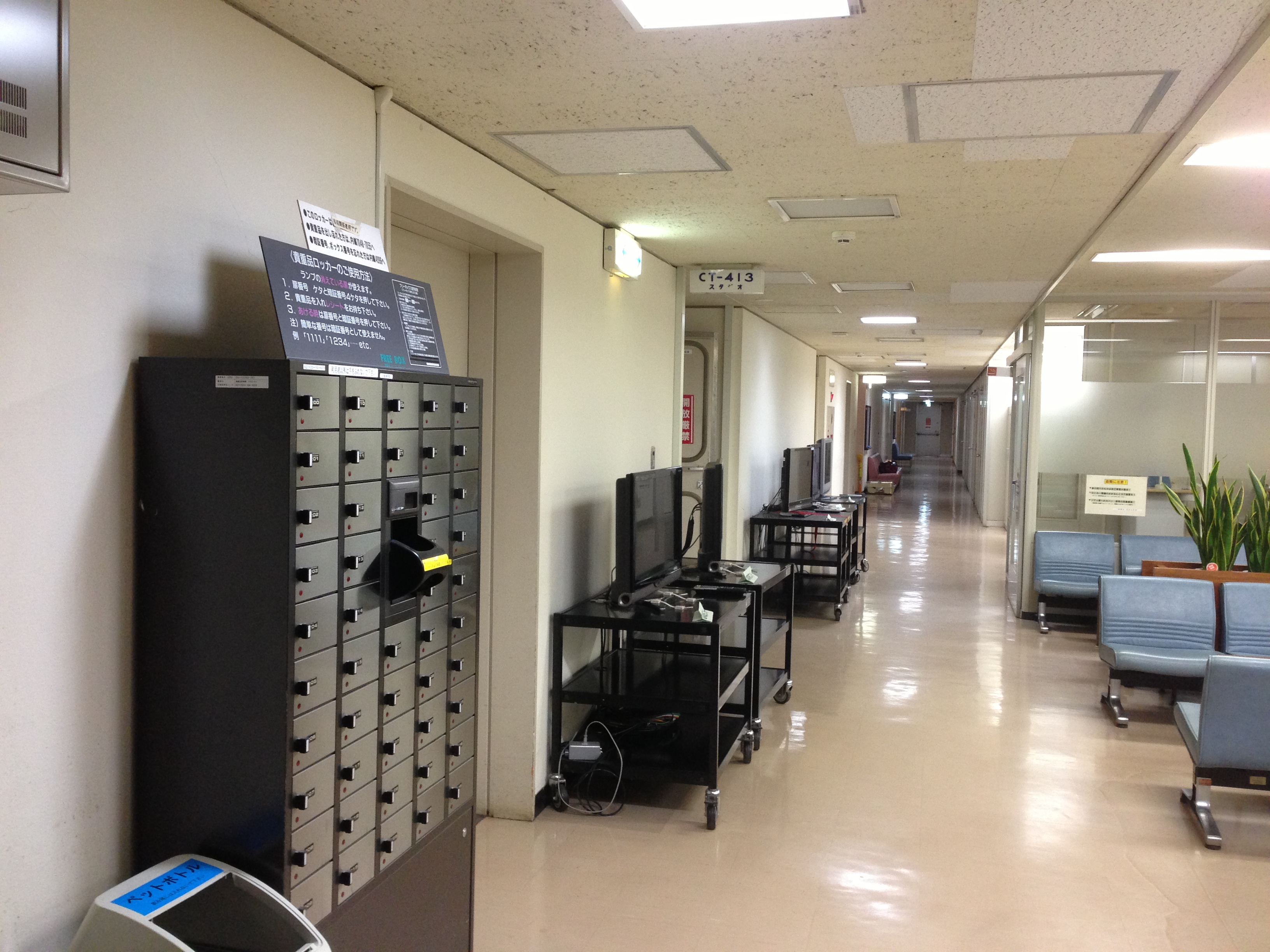
CT-413 スタジオ前の廊下

CTスタジオは2008年にハイビジョン対応を完了。クロマキー合成対応のハイビジョンバーチャルスタジオは、CT-411・CT-414・CT-415の3カ所存在するが、CT-415はクロマキー合成専用となっている。AM、FM、短波（国際放送）のラジオ放送や効果音など音声のみの収録で使用される場合もある。また、かつて（在京民放局本体や外部の撮影用スタジオが少なかった時期）は日本テレビ等に西館の一部スタジオを貸し出していたこともある。
また、スタジオの呼び方で、数字の0はまると読むほか、3桁数字の最初は、スタジオが設置されている階数を表している（例えば「CT-1XX」は1階にあるスタジオ）。
- CT-101（350坪／1965年 運用開始／2003年度 HD設備更新、5.1サラウンド対応）

放送センターの中では一番面積が広いスタジオ。完成当時は「東洋一の広さを誇る」とも言われ、2018年現在も国内放送局では最大。最初にハイビジョン撮影に対応、日本の放送局としては初めてカメラクレーンを導入した。運用開始当初はSD設備で、後にアナログ方式のハイビジョン設備に更新された。地上波、BSを問わずあらゆるジャンルの定時番組・特集番組の生放送や収録で使用される。
『NHK紅白歌合戦』、『SONGS』、『Venue101』（過去には『ステージ101』、『MUSIC JAPAN』、『爆笑オンエアバトル』のチャンピオン大会の決勝会場）などにも使用。
- CT-102（約150坪／1965年運用開始／2011年度 更新整備 5.1chサラウンド対応）

地上波、BSを問わず各種番組での生放送や収録で使用される。運用開始当初は『スタジオ102』の生放送で使用していた。通常、ドラマでの撮影には使うことがほとんどないが、2015年放送の連続テレビ小説『まれ』においては、「料理の鉄人」のオマージュである「料理の巨人」の撮影にあたり、本家を彷彿とさせる巨大セットをスタジオ内に設置して収録を行った。
- CT-103（約100坪／1965年 運用開始／1995年 HD設備更新／2012年度 副調整室更新）

『おかあさんといっしょ』を中心とした子ども番組などで使用。スタジオ上部にスタジオパーク側からスタジオ内が見える見学窓が設置されており、スタジオパークが営業していた当時は営業時間内に『おかあさんといっしょ』の収録が実施されていれば、スタジオパーク側から収録の模様が見学できるようになっていた。
- CT-104（約100坪／1965年運用開始／4K対応）

生放送やバーチャルスタジオとしても使用。『テレビ体操』、『サラリーマンNEO』の1コーナー「テレビサラリーマン体操」『英雄たちの選択』などを収録。
- CT-105（約200坪／1965年 運用開始）

連続テレビ小説（朝ドラ）（AK制作。放送時期は、年度の前半）などを収録。収録専用のため、生放送用の設備は設置されていない。
- CT-106（約200坪／1965年 運用開始）

大河ドラマなどを収録。かつては撮影コントロールルーム（副調整室）が2階部分にあったが、のちにスタジオと同じフロアに移設されている。収録専用のため、生放送用の設備は設置されていない。
朝ドラと大河のスタジオが、隣同士であるため、休憩時間中には朝ドラ・大河の出演者が一緒になることがある。
- CT-107（約70坪）

学校放送番組の収録などに使用
- CT-108（約70坪）

『NHK杯テレビ囲碁トーナメント』・『NHK杯テレビ将棋トーナメント』などに使用。
- CT-109（約50坪／2008年HD対応）
- CT-110（約50坪／2012年度 副調整室更新）

料理番組専用スタジオ。『きょうの料理』などで使用。
- CT-111（約50坪）

『きょうの健康』などで使用
- CT-112（2011年度 更新整備／5.1chサラウンド対応）

『Rの法則』などで使用。
- CT-113（約150坪）

ドラマ・芸能系番組から一般情報番組まで幅広く対応できるスタジオ。『鶴瓶の家族に乾杯』、土曜ドラマなどで使用。
- CT-114（約100坪）

『あさイチ』など生放送が中心。
- CT-200

『みんなの広場ふれあいホール』内にあった公開スタジオ。『爆笑オンエアバトル』、『金曜バラエティー』、『みんなDEどーもくん!』などで使用。2020年に解体された。
- CT-411（約70坪／2008年にブルーバック合成設備に更新）

ハイビジョンバーチャルスタジオ『すくすく子育て』、『週刊ブックレビュー』などで使用。
- CT-412（約70坪／4K対応）

『先人たちの底力 知恵泉』などで使用。
- CT-413（約70坪）

『BSコンシェルジュ』などで使用。
- CT-414（約70坪）

ハイビジョンバーチャルスタジオ、語学番組などで使用。
- CT-415（約120坪）

ハイビジョンバーチャルスタジオ、『天才てれびくん』、『クイズモンスター』などで使用。
- CT-450（天井高2.3m／2011年度 LED照明設備全更新）

NHKスタジオパーク内にあった公開スタジオ。『スタジオパークからこんにちは』・『土曜スタジオパーク』・『ゆうどきネットワーク』、NHKラジオ第1放送の『日曜バラエティー』等の各種公開番組で使用。2020年6月末で運用終了となり閉鎖された。
- CT-510（1968年8月 運用開始）

当初はニュースセンターのスタジオとして使用されていた（『NHKニュースワイド』、『ニュースセンター9時』、『NHKニュースTODAY』などワイドニュース番組で使用）。これとは別に定時ニュースや『7時のニュース』等で用いる「ニューススタジオ」も隣接していた（こちらはニュースセンター移転時に閉鎖）。1989年に放送センター北館が完成してニュースセンター機能が移転したことでスタジオ用途が変更され、報道・情報系番組の生放送番組を中心として使用され、大規模中継番組の制作も可能。『クローズアップ現代』、『グローバルディベートWISDOM』、『追跡AtoZ』などで使用。
- CT-511（約100坪）

『J-MELO』などで使用。過去には1984年3月20日放送の放送記念特集で使用された。
- CT-512（約70坪）

多元スタジオ。『週刊ニュース深読み』（後半の「深読み」のコーナーのみ）、『趣味の園芸』などで使用。毎年正月放送のBS2の特集番組『大逆転将棋』の対局場としても使用された。かつては『週刊こどもニュース』でも使用されていた。
- CN-700

特殊撮影スタジオ。人形アニメーション収録、資料写真の接写等に使われている。

### ラジオスタジオ（音声専用）
|        | 用途・主な番組 | 備考                 |
| ------ | --- | -------------------- |
| CR-300 | ラジオドラマの効果音（生音）の制作で使用 |                      |
| CR-301 | ラジオドラマの効果音（生音）の制作で使用 |                      |
| CR-313 | スタジオパーク「ふれあいスタジオ」（公開スタジオ） | 2020年運用終了       |
| CR-350 | NHKスタジオパーク内にあった公開スタジオ かつては『歌の散歩道』で使用された。 | 2020年運用終了       |
| CR-401 | | 2012年度スタジオ更新 |
| CR-402 | 『ゆうがたパラダイス』などの生放送や収録で使用 |                      |
| CR-403 | |                      |
| CR-404 | | 2012年度スタジオ更新 |
| CR-405 | |                      |
| CR-406 | 主に情報番組の収録で使用 2010年12月19日にラジオ第1で特集番組『放送開始65年〜のど自慢の仲間たち』の生放送として使用された。 |                      |
| CR-501 | 主にFM放送の生放送『サンデークラシックワイド』 特集『クラシックリクエスト』等で使用。 |                      |
| CR-502 | 主にFM放送の生放送『今日は一日○○三昧』等で使用。 |                      |
| CR-503 | |                      |
| CR-504 | |                      |
| CR-505 | 生放送番組や音楽番組制作・トラックダウンが可能 『きらめき歌謡ライブ』、『真打ち競演』、『セッション』、『ライブビート』などを生放送または収録で使用。 テレビ番組の収録でも過去に『ザ少年倶楽部』の2011年（平成23年）4月放送分も東日本大震災によるNHKホールでの公開収録中止に代わる非公開収録として使用された事例がある。 |                      |
| CR-506 | 音楽収録用スタジオ ラジオ用音楽のほか、大河ドラマ・連続テレビ小説などのドラマ音楽、 『NHKスペシャル』等の番組テーマ曲・サウンドトラック、みんなのうたの楽曲の収録も行われている。 2006年（平成18年）以降の『NHK紅白歌合戦』の生演奏も、ここで行われている。                                                              |                      |
| CR-509 | 凹凸のある壁面が特徴。面積は約570平方メートル。音楽収録のほか、ラジオの公開放送にも使われる。 過去には紅白歌合戦のオーケストラリハーサルも行われていた。 |                      |
| CR-601 | 汎用ラジオスタジオ。オーディオドラマ作成対応。 | 2011年度スタジオ更新 |
| CR-602 | 汎用ラジオスタジオ。オーディオドラマ作成対応。 | 2011年度スタジオ更新 |
| CR-605 | |                      |
| CR-608 | |                      |
| CR-610 | NHKワールド・ラジオ日本 専用スタジオ | 2012年度スタジオ更新 |
| CR-611 | NHKワールド・ラジオ日本 専用スタジオ | 2012年度スタジオ更新 |
| CR-612 | NHKワールド・ラジオ日本 専用スタジオ |                      |
| CR-613 | NHKワールド・ラジオ日本 専用スタジオ |                      |
| CR-614 | NHKワールド・ラジオ日本 専用スタジオ |                      |
| CR-615 | NHKワールド・ラジオ日本 専用スタジオ |                      |
| CR-616 | NHKワールド・ラジオ日本 専用スタジオ テレビ放送における総理記者会見の英語同時通訳のブースとしても使用されている。 |                      |

### 運行技術・国際映像受信・国際テレビ放送専用スタジオ
運行技術スタジオ
中継を主とする番組の受信や回線切り替え等を行うスタジオ
国際映像受信
国内・国際映像を衛星受信するための施設。回線センター内に設置。
国際映像の受信対応・監視・補正は、別に設置されたOP（オペレーションコーナー）1-3で行う。
国際放送専用スタジオ
日本国外向け国際放送「NHKワールド」では、国内番組用の汎用スタジオを使うこともあるが、基本的には国際放送局フロア内のスタジオから放送している。2009年（平成21年）2月には新しいテレビ国際放送専用のスタジオが放送センター本館7階に2か所新設され、本格的に運用を開始した。
|        | 用途                                | 主な番組 | 備考                               |
| ------ | ----------------------------------- | --- | ---------------------------------- |
| CU-201 | 運行技術                            | |                                    |
| CU-203 | 運行技術                            | 主に広報番組の制作で使用 | 約30坪                             |
| CU-204 | 運行技術                            | |                                    |
| CU-205 | 運行技術                            | |                                    |
| CU-206 | 運行技術                            | |                                    |
| CU-208 | 運行技術                            | |                                    |
| CU-213 | 運行技術                            | |                                    |
| CU-226 | 運行技術                            | |                                    |
| CS-301 | 国際映像受信                        | 国内・国際映像を衛星受信（HD設備） |                                    |
| CS-302 | 国際映像受信                        | 国内・国際映像を衛星受信（HD設備） |                                    |
| CU-555 | 運行技術                            | |                                    |
| CU-556 | 運行技術                            | |                                    |
| CU-557 | 運行技術                            | | 約5坪                              |
| CU-558 | 運行技術                            | スポーツ中継で運用 | 約5坪                              |
| CU-559 | 運行技術                            | スポーツ中継で運用 |                                    |
| CS-600 | 国際テレビ放送用 スタジオ（SD設備） | 『海外安全情報』（NHKワールド・プレミアムで放送）で使われている。 以前はNHKワールドTVの英語ニュースでも使用していた。 |                                    |
| CU-617 | 国際テレビ放送用 スタジオ（SD設備） | バーチャル対応スタジオ |                                    |
| CU-777 | 国際テレビ放送 主スタジオ（HD設備） | 24時間対応の定時ニュース専用スタジオで、同時通訳ブースを併設。 NHKワールドTVの英語ニュース『NHK NEWSLINE』で使用。 開設時キャスター席のテーブルがアルファベットの「J」の形になっていたのが特徴。 ガラス越しにはスタッフのデスクが見える。 - 2008年12月… 完成 - 2009年2月 … 運用開始 - 2012年度 …バーチャル用クレーンカメラ整備                                                        | 面積は約125平方メートル 天井高2.7m |
| CU-778 | 国際テレビ放送 副スタジオ（HD設備） | 主に英語による情報系番組（『ASIA 7DAYS』など）で使用される。 まれにNHKワールド・プレミアム向けの日本語による情報系番組（『在外選挙のお知らせ』など）で使用されることがある。 CU-777と同じ設備・機能を備えており、一方のスタジオで障害が発生した場合は、他方のスタジオで代替することができる。 - 2008年12月 … 完成 - 2009年2月 … 運用開始 - 2012年7月 … ロンドン五輪ハイライト番組制作 | 面積は約90平方メートル             |

### 編集・ダビングスタジオ
ポストプロダクション施設として、映像編集、MA（ダビング）スタジオも局内にはある。
|         | 用途・主な番組 | 備考                 |
| ------- | --- | -------------------- |
| CD-513  | |                      |
| CD-514  | |                      |
| CD-520  | HD 5.1サラウンド対応 |                      |
| CD-521  | HD |                      |
| CD-522  | HD |                      |
| CD-603  | |                      |
| CP-604  | 番組テーマ曲等のトラックダウン専用スタジオ |                      |
| CD-606  | |                      |
| CD-607  | |                      |
| CD-609  | |                      |
| CD-801  | |                      |
| CD-802  | |                      |
| CD-803  | ドラマ制作用 4K 5.1サラウンド対応スタジオ |                      |
| CD-804  | |                      |
| CD-805  | |                      |
| CD-806  | | 2011年度 更新        |
| CD-807  | | 2011年度 更新        |
| CD-808  | 5.1サラウンド対応汎用ダビングスタジオ ドキュメンタリーを主体とする構成番組を中心に使用。 石・木・タイル・コンクリートの4種類の床材が施工された効果音録音用の前室がある。 |                      |
| CD-809  | 5.1chサラウンド対応 |                      |
| CD-810  | 5.1chサラウンド対応 ドキュメンタリーを主体とする構成番組を中心に使用、効果音録音用の前室がある。                                                                         | 2012年度スタジオ更新 |
| CD-811  | |                      |
| CD-812  | | 2012年度スタジオ更新 |
| ECS-534 | ノンリニア編集 |                      |
| ECS-541 | ノンリニア編集 |                      |
| ECS-542 | ノンリニア編集 |                      |
| ECS-543 | ノンリニア編集 |                      |
| HVE-19  | ハイブリッド編集 |                      |
| HVE-21  | ハイブリッド編集 |                      |
| HVE-22  | ハイブリッド編集 |                      |
| HVE-23  | ハイブリッド編集 |                      |
| HVE-24  | ハイブリッド編集 |                      |
| HVE-25  | ハイブリッド編集 |                      |

### オーディションルーム（試写室）
|        | 用途・主な番組                                                                                             | 備考                 |
| ------ | --- | -------------------- |
| CA-421 | 約77人収容。5.1サラウンド対応。 試写会・講演・制作発表記者会見、『ファミリーヒストリー』などの収録で使用。 |                      |
| CA-422 | 関係者向け試写で使用。                                                                                     |                      |
| CA-423 | 同上（面積は422スタジオとほぼ同じ）                                                                        |                      |
| HS-010 | 品質管理室                                                                                                 | 制作技術センター管理 |
| HS-402 | 4K試写室                                                                                                   | 2021年3月運用開始    |
| HS-802 | 8K試写室                                                                                                   | 2020年12月運用開始   |

### 東京都内のスタジオ施設
- 千代田放送会館
  - CT-150（約100坪）『日曜討論』で使用。
- 青山サテライトスタジオ（愛称 NHK@CAMPAS／2009年10月運用開始）

青山学院大学が開設した複合文化施設「青山学院アスタジオ」の1階に設置。『青山ワンセグ開発』などの収録で使用。
- NHKプラスクロスSHIBUYAラジオスタジオ（2019年11月運用開始）
  - 不定期に一度『ゆうがたパラダイス』などの生放送で使用。
- 東京メディアシティ K1スタジオ（2023年1月 - ）・ K2スタジオ（2019年10月 - ）（共に約200坪）
  - NHK放送センター建て替え計画に関連した代替スタジオとして確保。収録番組で使用。元はTBSの関連会社、緑山スタジオ・シティが管理・運営していたが、2022年12月末で同所でのレンタルスタジオ事業を終了。

## 中継車・取材ヘリコプター

### 中継車
| ナンバー | 用途                                         | 備考                                     |
| -------- | -------------------------------------------- | ---------------------------------------- |
| AH-17    | HD衛星伝送対応中継車                         |                                          |
| AH-35    | HD衛星伝送対応中継車                         |                                          |
| AH-36    | HD衛星伝送対応中継車                         |                                          |
| AH-38    | HD衛星伝送対応中継車                         |                                          |
| AH-71    | 8K/4K衛星伝送対応中継車                      |                                          |
| AH-72    | 8K/4K衛星伝送対応中継車                      |                                          |
| AM-34    | HD伝送CSハンター（衛星自動追尾）対応中継車   |                                          |
| HC-3     | 拡幅大型中継車                               |                                          |
| HC-4     |                                              |                                          |
| HC-5     |                                              |                                          |
| HC-6     | 中型中継車                                   |                                          |
| RS-1     | ロードレース（マラソン、駅伝）対応移動中継車 | 主に1号車として運用                      |
| RS-2     | ロードレース（マラソン、駅伝）対応移動中継車 | 主に2号車として運用                      |
| SWC      | 中継番組の放送センター車として運用           | 片側拡幅式                               |
| 4K-1     | 4K対応中継車                                 |                                          |
| 4K-2     | 4K対応中継車                                 |                                          |
| 4K-3     | 4K対応中継車                                 | 片側拡幅式                               |
| 4K-4     | 4K対応中継車                                 |                                          |
| 4K-5     | 4K対応中継車                                 | 池上通信機が設計、製造を担当             |
| SHC-1    | 8K対応中継車                                 |                                          |
| SHC-2    | 8K対応中継車                                 |                                          |
| SHC-3    | 8K対応中継車                                 |                                          |
| SHC-4    | 8K/4K対応中継車                              |                                          |
| SA-1     | 22.2マルチチャンネル音響制作対応             |                                          |
| TA-1     | 22.2マルチチャンネル音響制作対応             |                                          |
| TA-2     | 音声支援車                                   |                                          |
| R-1      | ラジオカー                                   | ロードレース中継（マラソン、駅伝）で運用 |
| EG-1     | 電源車                                       |                                          |
| EG-2     | 無停電電源車                                 | 90KVA発電機搭載                          |

### ヘリコプター
運航はオールニッポンヘリコプターへ委託し、新木場の東京ヘリポートに駐機している。
- JA67NH … 8K/4K伝送対応ヘリコプター
- JA91NH … 4K伝送対応ヘリコプター
- JA93NH … HD伝送対応ヘリコプター（AW139）
- JA94NH … 4K伝送対応ヘリコプター

## 放送センター内にある施設
- NHKホール：『NHK紅白歌合戦』をはじめ、『うたコン』の公開生放送などに使用。
- 郵便局：正式名は「放送センター内郵便局」。
- みずほ銀行ATM（有人窓口（渋谷中央支店放送センター出張所）は2022年9月12日に廃止[注 14]。）
- アジア太平洋放送連合に加盟している、韓国放送公社[18]、オーストラリア放送協会[19]など外国放送局（国営局や公共局）の支局が入居する。NHKサンパウロ支局がブラジルのバンデランテス本部に入居しているものと同様の形式。かつては中国中央電視台[要出典]やABC Newsも入居していた。

### かつてあった施設
- NHKスタジオパーク：2020年5月をもって閉鎖。
- みんなの広場ふれあいホール：仮称・情報棟の建設用地として使用するため2020年5月11日閉鎖。取り壊し済。

### ギャラリー

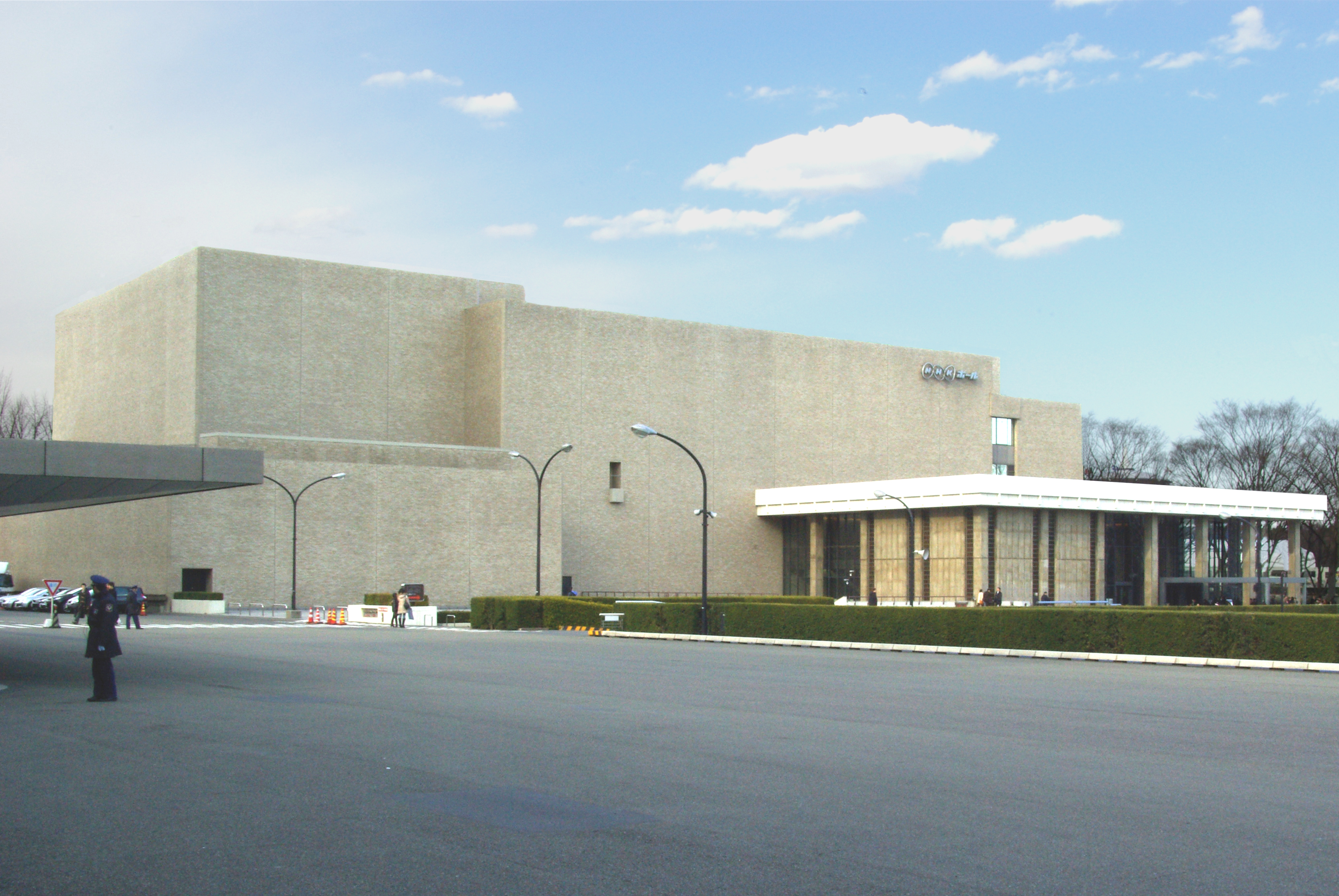
NHKホール
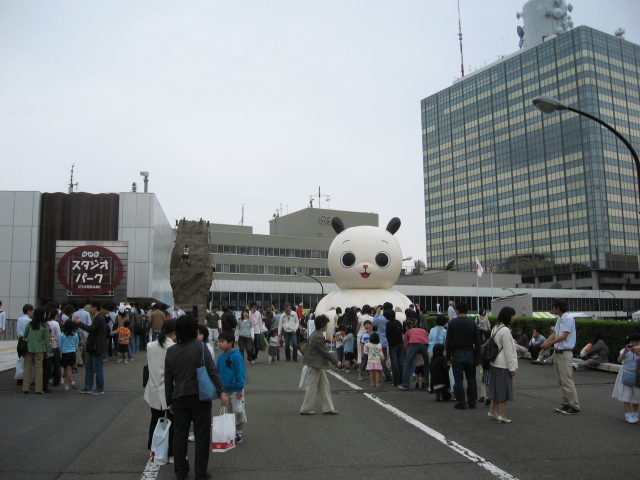
NHKで毎年大型連休に行われるイベント『渋谷DEどーも』（写真は2008年）の模様
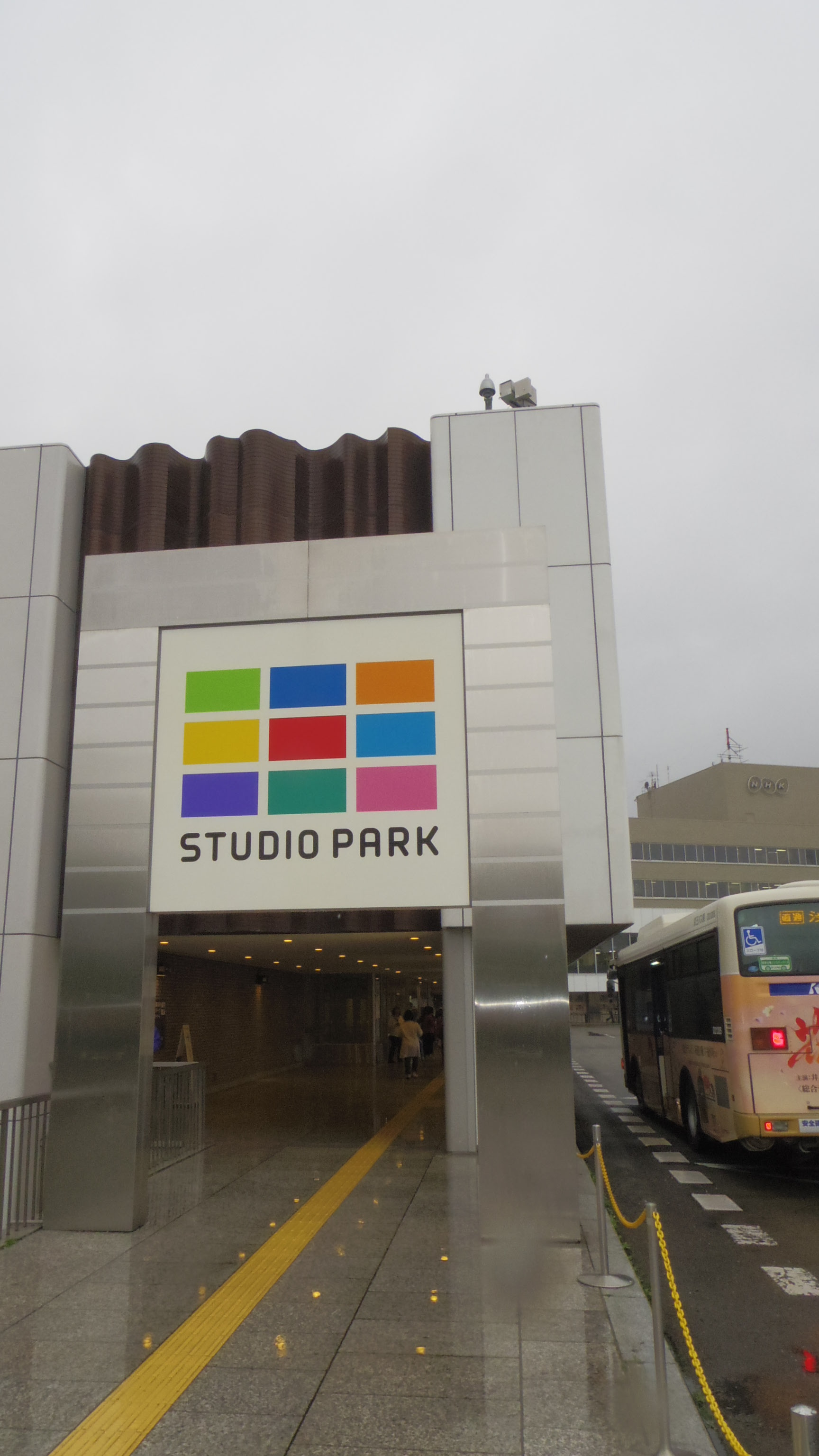
NHKスタジオパーク
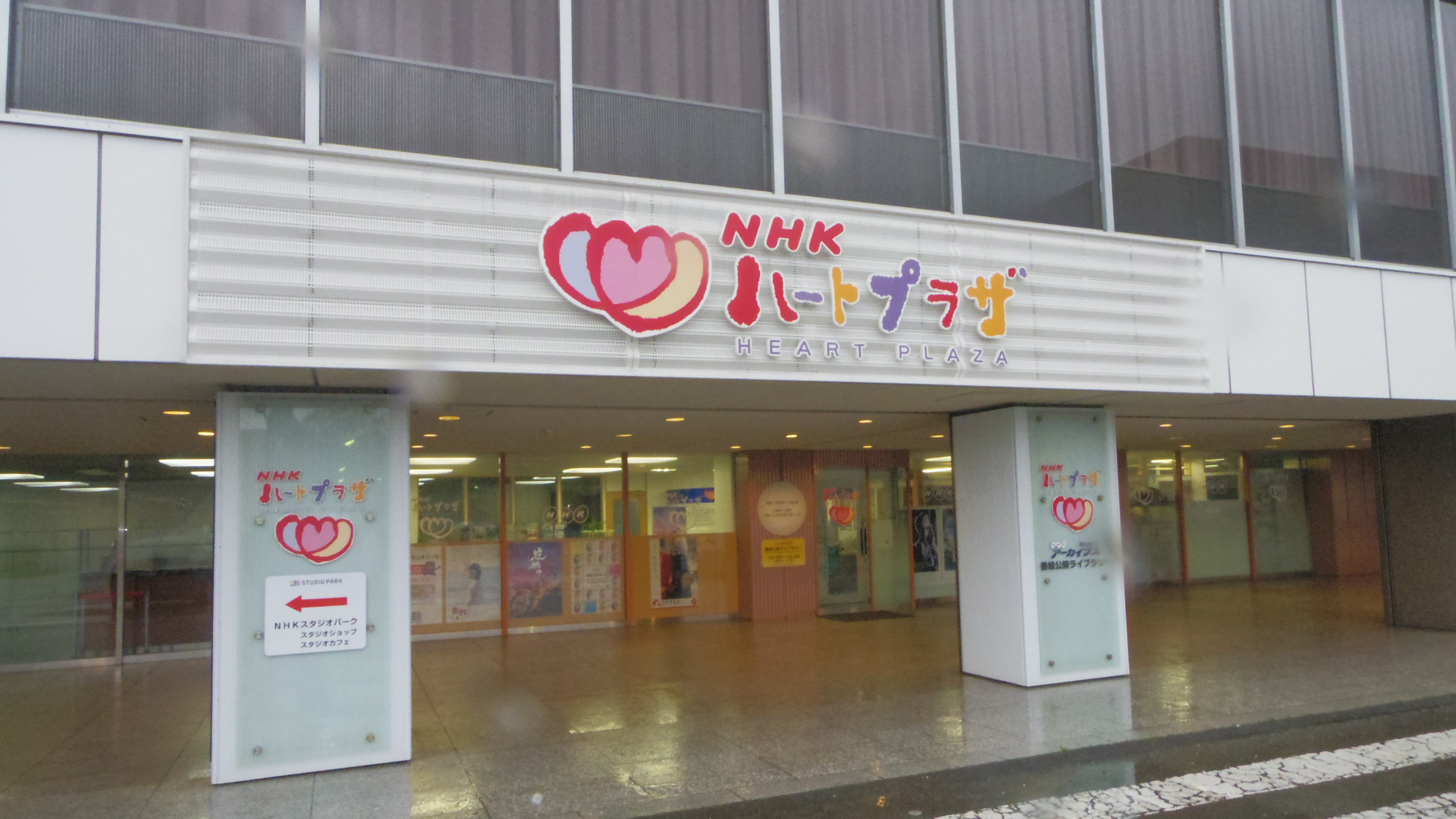
NHKハートプラザ
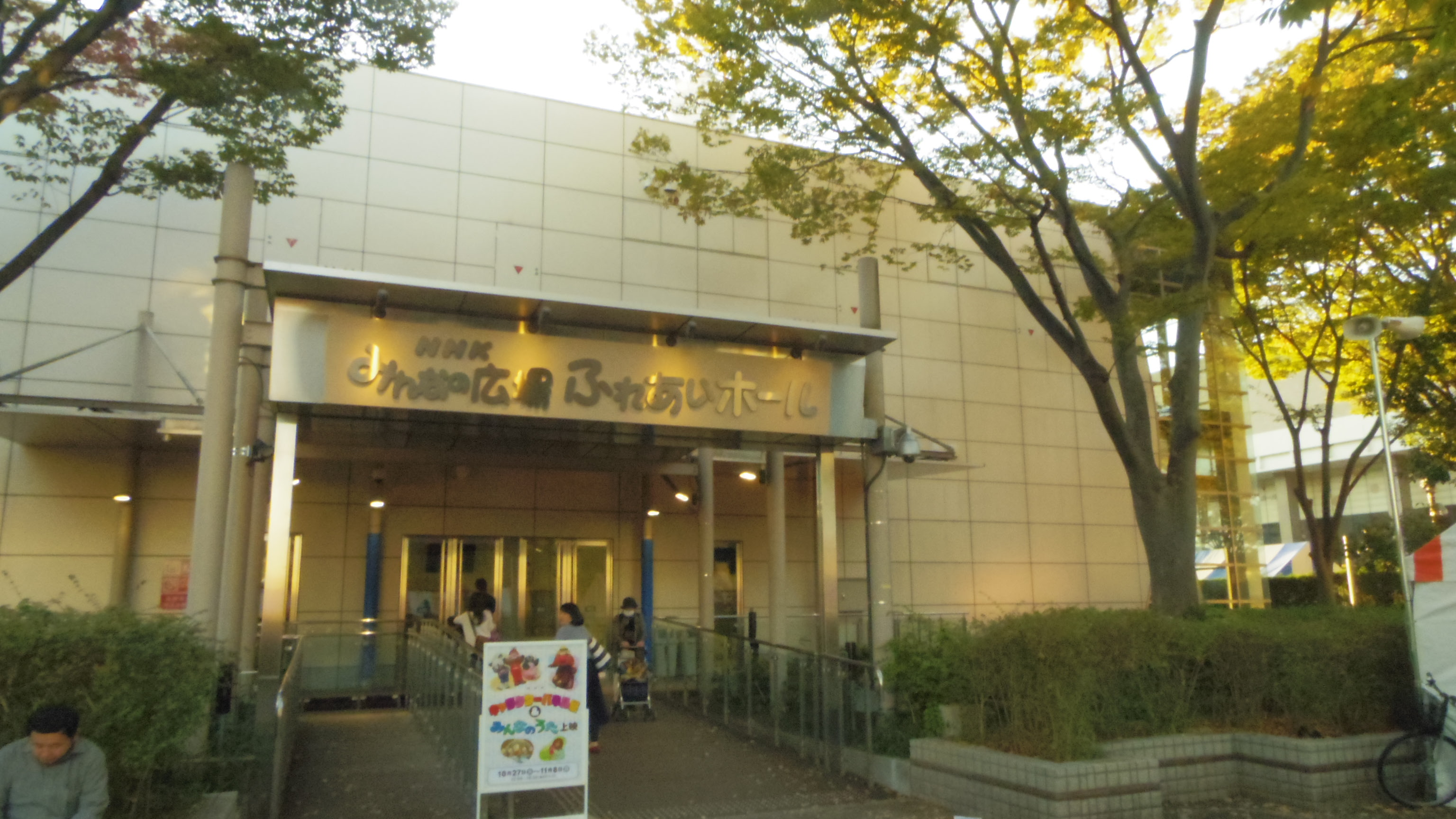
みんなの広場ふれあいホール

## その他
- NHK放送センターは、有事法制において、放送事業者で唯一の公共機関に指定されているNHKの中枢部であることもあり、「テロ対策」の一環として、一般公開施設のNHKスタジオパーク部分以外は詳細な館内案内図は設置されておらず、各部屋のドアにも部署名は表記されていない。また、テレビで放送センター内の様子を撮影する時にも、建物の詳細な構造がわからないように編集されているほか、事務フロア等のバックヤード撮影も厳しく制限されている。
- その一方で、長きに渡って職員用の通用口では入館規制がされておらず、NHK局内へ抗議デモの集団が乱入することなどもあった（後述）。2000年代に入ってからセキュリティゲートが設けられた。
- 1969年（昭和44年）10月21日の国際反戦デー当日には、6人の男が火炎瓶を投げつけながら内部へ侵入。111スタジオをバリケードを築き占拠、スタジオの機器を破壊し、約10分後に駆けつけた警察により排除された。日本で初めてテレビ局が襲撃を受けた出来事となった[20]。

## アナウンサー

### 東京アナウンス室
職制上は「メディア総局アナウンス室」が正式名称となる。
- EA：エグゼクティブ・アナウンサー、SA：シニア・アナウンサー、CA：チーフアナウンサー

#### 統括責任者
- 髙橋美鈴（たかはし・みすず）メディア総局アナウンス室長

#### 男性
- 里匠（さと・たくみ）CA
- 三瓶宏志（さんべ・こうし）SA
- 富永禎彦（とみなが・さだひこ）SA
- 原田裕和（はらだ・ひろかず）CA
- 比留木剛史（ひるき・よしふみ）SA
- 坂梨哲士（さかなし・てつし）CA
- 高木康博（たかぎ・やすひろ）CA
- 塩屋紀克（しおや・ただよし）SA
- 大蔵哲士（おおくら・てつし）CA
- 杉澤僚（すぎさわ・りょう）CA
- 後藤理（ごとう・ただし）CA
- 佐藤洋之（さとう・ひろゆき）
- 井上二郎（いのうえ・じろう）CA
- 関口泰雅（せきぐち・たいが）CA
- 一橋忠之（いちはし・ただゆき）CA
- 北野剛寛（きたの・たかひろ）
- 糸井羊司（いとい・ようじ）
- 沢田石和樹（さわだいし・かずき）CA
- 塩澤大輔（しおざわ・だいすけ）CA
- 下境秀幸（しもさかい・ひでゆき）
- 増田卓（ますだ・すぐる）CA
- 向井一弘（むかい・かずひろ）CA
- 高井正智（たかい・まさとも）
- 中澤輝（なかざわ・あきら）CA
- 吉田一貴（よしだ・かずたか）CA
- 大沢幸広（おおさわ・ゆきひろ）CA
- 塩田慎二（しおだ・しんじ）CA
- 谷口慎一郎（たにぐち・しんいちろう）
- 筒井亮太郎（つつい・りょうたろう）
- 岩野吉樹（いわの・よしき）
- 芳賀健太郎（はが・けんたろう）
- 越塚優（こしづか・ゆう）
- 佐々木智一（ささき・ともかず）
- 田所拓也（たどころ・たくや）
- 利根川真也（とねがわ・しんや）
- 清水敬亮（しみず・たかあき）
- 狩野史長（かのう・ふみひさ）
- 二宮直輝（にのみや・なおき）
- 伊藤海彦（いとう・うみひこ）
- 角谷直也（かくたに・なおや）
- 勝呂恭佑（かつろ・きょうすけ）
- 鈴木遥（すずき・はるか）
- 八田知大（はった・ともひろ）
- 廣瀬雄大（ひろせ・ゆうた）
- 深澤健太（ふかさわ・けんた）
- 岡崎太希（おかざき・ひろき）
- 西阪太志（にしさか・ふとし）
- 三平泰丈（みひら・やすたけ）
- 今井翔馬（いまい・しょうま）
- 金子峻（かねこ・しゅん）
- 高山大吾（たかやま・だいご）
- 池間昌人（いけま・まさと）
- 大川悠介（おおかわ・ゆうすけ）
- 浅井理（あさい・おさむ）
- 安藤佳祐（あんどう・けいすけ）
- 志賀隼哉（しが・しゅんや）
- 藤重博貴（ふじしげ・ひろき）
- 石井智也（いしい・ともや）
- 江原啓一郎（えばら・けいいちろう）
- 押尾駿吾（おしお・しゅんご）
- 佐々木芳史（ささき・よしふみ）
- 竹野大輝（たけの・だいき）
- ホルコムジャック和馬（ほるこむ・じゃっくかずま）
- 後藤佑太郎（ごとう・ゆうたろう）
- 瀬戸光（せと・ひかる）
- 矢崎智之（やざき・ともゆき）
- 伊原弘将（いはら・ひろまさ）

#### 女性
- 結城さとみ（ゆうき・さとみ）SA
- 藤井彩子（ふじい・あやこ）
- 安部みちこ（あべ・みちこ）
- 小林千恵（こばやし・ちえ）
- 首藤奈知子（しゅどう・なちこ）
- 鈴木奈穂子（すずき・なおこ）
- 廣瀬智美（ひろせ・ともみ）
- 杉浦友紀（すぎうら・ゆき）
- 渡邊佐和子（わたなべ・さわこ）育休中
- 片山千恵子（かたやま・ちえこ）
- 寺門亜衣子（てらかど・あいこ）
- 池田伸子（いけだ・のぶこ）
- 合原明子（ごうばる・あきこ）
- 桑子真帆（くわこ・まほ）
- 和久田麻由子（わくだ・まゆこ）育休中
- 千葉美乃梨（ちば・みのり）
- 赤木野々花（あかき・ののか）
- 井田香菜子（いだ・かなこ）
- 上原光紀（うえはら・みつき）
- 澤田彩香（さわだ・あやか）
- 保里小百合（ほり・さゆり）育休中
- 石橋亜紗（いしばし・あさ）
- 中山果奈（なかやま・かな）
- 林田理沙（はやしだ・りさ）
- 星麻琴（ほし・まこと）
- 副島萌生（そえじま・めい）
- 畠山衣美（はたけやま・えみ）
- 森下絵理香（もりした・えりか）
- 浅野里香（あさの・りか）
- 是永千恵（これなが・ちさと）
- 森田茉里恵（もりた・まりえ）
- 山内泉（やまうち・いずみ）育休中
- 安藤結衣（あんどう・ゆい）
- 豊島実季（とよしま・みき）
- 野口葵衣（のぐち・あおい）
- 宮﨑あずさ（みやざき・あずさ）
- 吉岡真央（よしおか・まお）
- 浅田春奈（あさだ・はるな）
- 荒木さくら（あらき・さくら）
- 川口由梨香（かわぐち・ゆりか）
- 姫野美南（ひめの・みなみ）
- 宮本真智（みやもと・まち）
- 大谷舞風（おおたに・まいか）
- 菅谷鈴夏（すがや・りんか）
- 斎藤希実子（さいとう・きみこ）
- 後藤佑季（ごとう・ゆうき）

#### 嘱託職

##### 男性
- 福澤浩行（ふくざわ・ひろゆき）
- 森中直樹（もりなか・なおき）
- 杉原満（すぎはら・みつる）
- 政野光伯（まさの・みつのり）

#### 嘱託職（過去）

##### 男性
- 秋山浩志（あきやま・ひろし）
- 藤井康生（ふじい・やすお）

### ラジオセンター
職制上は「メディア総局ラジオセンター」が正式名称となる。
- ラジオセンター所属のアナウンサーは、基本的にラジオ番組のみ出演・担当する。異動前より競馬中継を担当している稲垣秀人を除き、テレビ番組への出演は原則としてしない[注 15]。
- かつて存在した制作業務担当専門のアナウンサーについては、2010年度以降「アナウンサー」ではなく純然たる「制作担当者」として扱われるようになり、公式サイトに掲載されなくなった[注 16][注 17]。
- ただし、各種ラジオ番組のセレクション版、『NHKジャーナル』のリポート、『ラジオ深夜便』のインタビュアー、特集番組などで出演することがある。

#### 男性
- 野村優夫（のむら・まさお）CA
- 上野速人（うえの・はやと）EA
- 高山哲哉（たかやま・てつや）SA
- 原口雅臣（はらぐち・まさおみ）CA
- 稲垣秀人（いながき・ひでと）

#### 女性
- 村上里和（むらかみ・さとわ）SA
- 柘植恵水（つげ・えみ）
- 礒野佑子（いその・ゆうこ）
- 中村慶子（なかむら・けいこ）

##### シニアスタッフ
主に午前午後の関東地方向けニュースや気象情報、かつては株式市況、気象通報も担当した。
★ことばコミュニケーションセンター所属者

###### 男性
- 明石勇（あかし・いさむ）
- 朝妻基祐（あさづま・もとすけ）
- 新井成吉（あらい・しげよし）
- 伊藤征一（いとう・せいいち）
- 梅津正樹（うめづ・まさき） ★
- 小野卓司（おの・たくし）
- 岡留政嗣（おかどめ・まさつぐ）★
- 鎌田正幸（かまだ・まさゆき）
- 川野一宇（かわの・かずいえ）
- 佐塚元章（さづか・もとあき）
- 末田正雄（すえだ・まさお）
- 杉尾宗紀（すぎお・そうき）
- 鈴木桂一郎（すずき・けいいちろう）
- 寺田道雄（てらだ・みちお）★
- 徳田章（とくだ・あきら）
- 内藤啓史（ないとう・けいし）
- 二宮正博（にのみや・まさひろ）
- 野口博康（のぐち・ひろやす）
- 林昭利（はやし・あきとし）
- 羽原順司（はばら・じゅんじ）
- 松本一路（まつもと・いちろ）
- 山下信（やました・まこと）
- 横山義恭（よこやま・よしやす）

###### 女性
- 遠藤ふき子（えんどう・ふきこ）
- 栗田敦子（くりた・あつこ）
- 桜井洋子（さくらい・ようこ）
- 迎康子（むかい・やすこ）

#### 過去
- 秋山隆（あきやま・たかし）
- 飯塚浩之（いいづか・ひろゆき）2013年3月まで
- 石平光男（いしひら・みつお）2018年まで
- 加治章（かじ・あきら）2017年まで
- 川口正八（かわぐち・しょうはち）
- 岸田高佳司（きしだ・たかし）2018年3月まで
- 児玉士誠（こだま・しせい）2017年まで
- 佐藤隆輔（さとう・りゅうすけ）
- 佐藤桂一（さとう・けいいち）
- 関野武（せきの・たけし）
- 関口巌（せきぐち・いわお）
- 瀬田光彦（せた・みつひこ）2015年まで
- 武井康彦（たけい・やすひこ）2013年3月まで
- 中村昇（なかむら・のぼる）2019年3月まで
- 西村弘（にしむら・ひろし）2013年3月まで
- 古屋明信（ふるや・あきのぶ）
- 藤原尚武（ふじわら・いさむ）2013年3月まで
- 星静夫（ほし・しずお）
- 水野節彦（みずの・さだひこ）

### プロジェクトセンター
- 真下貴（ましも・たかし）EA

### コンテンツ戦略局
- 伊東敏恵（いとう・としえ）CA

### アメリカ総局
- 井上裕貴（いのうえ・ゆうき）

### NHK財団 放送研修センター・ことばコミュニケーションセンター出向
職制上は「NHK財団 放送研修センター」が正式名称となる。
2023年4月1日付でNHK傘下の一般財団法人の再編が実施され、NHKサービスセンターなどと合併し「NHK財団」が発足した。

#### 男性
- 飯田紀久夫（いいだ・きくお）SA

#### 女性
- 柴田祐規子（しばた・ゆきこ）SA
- 塚原愛（つかはら・あい）
- 小郷知子（こごう・ともこ）
- 守本奈実（もりもと・なみ）

#### 嘱託職
男性
- 野村正育（のむら・まさいく）

女性
- 石井かおる（いしい・かおる）

### NHKグローバルメディアサービス出向
職制上は「G-media出向」が正式名称となる。
- 冨坂和男（とみさか・かずお）SA
- 大坂敏久（おおさか・としひさ）CA
- 宮田貴行（みやた・たかゆき）
- 高木修平（たかぎ・しゅうへい）
- 池野健（いけの・たけし）
- 髙木優吾（たかぎ・ゆうご）
- 神戸和貴（かんべ・かずたか）
- 北嶋右京（きたじま・うきょう）

#### 嘱託職
- 野地俊二（のじ・しゅんじ）
- 内山俊哉（うちやま・としや）
- 竹林宏（たけばやし・ひろし）
- 中村泰人（なかむら・やすひと）

### 首都圏局コンテンツセンター契約
- 上村陽子（うえむら・ようこ、ファミリアナプラス所属）
- 江原正士（えはら・まさし、青二プロダクション所属）
- 小村弥生（こむら・やよい）
- 松尾衣里子（まつお・えりこ、ファミリアナプラス所属）

## アクセス
出典：
- JR東日本  山手線・ 埼京線・ 湘南新宿ライン / 東急電鉄  東横線・ 田園都市線 / 京王電鉄  井の頭線 / 東京メトロ  銀座線・ 半蔵門線・ 副都心線 渋谷駅から徒歩12分
- JR山手線 原宿駅から徒歩12分
- 東京メトロ千代田線・副都心線 明治神宮前駅から徒歩12分
- 東京メトロ千代田線 代々木公園駅から徒歩12分